# Ronald Vernieux
Ronald Alfred Vernieux (ur. 18 października 1910 w Kalkucie, zm. 25 maja 1997 w Townsville) – indyjski lekkoatleta, uczestnik LIO 1932. 
Na igrzyskach w Los Angeles wystartował w biegach na 100 m, 200 m i w sztafecie 4 × 100 m, za każdym razem odpadając w eliminacjach.

## Wyniki
| Dystans            | Eliminacje                        | Ćwierćfinał   | Półfinał      | Finał         | Finał |
| Dystans            | Eliminacje                        | Ćwierćfinał   | Półfinał      | Wynik         |       |
| ------------------ | --------------------------------- | ------------- | ------------- | ------------- | ----- |
| bieg na 100 m      | 4 miejsce w biegu kwalifikacyjnym | Nie awansował | Nie awansował | Nie awansował |       |
| bieg na 200 m      | 4 miejsce w biegu eliminacyjnym   | Nie awansował | Nie awansował | Nie awansował |       |
| sztafeta 4 × 100 m | 5 miejsce w biegu kwalifikacyjnym | Nie awansował | Nie awansował | Nie awansował |       |